# František I. Sasko-Lauenburský
František I. Sasko-Lauenburský (Francis I. Duke of Saxe-Lauenburg), narodil se okolo roku 1510, zemřel 15. března 1581 v Buxtehude (město poblíž Hamburku). Byl synem Magnuse I. Sasko-Lauenburského (1. červen 1470 – 1. srpen 1543) a Kateřiny Brunšvicko-Wolfenbüttelské (1488–29. června 1563).

## Život
František I. převzal do správy velmi zadlužené Sasko-Lauenburské vévodství. Zastavil většinu svých panství. V roce 1550, aby posílil svůj vliv, zvolil svého sedmiletého syna Magnuse II. za nového knížecího biskupa v sousedním Ratibořském knížectví (Ratzeburg, město v Německu), toto však kapitulní vikáři odmítli.
Silně zadlužený a bez vyhlídek na dobré vztahy s knížecím biskupem Františkem I. vyplenil v roce 1552 Ratibořskou katedrálu (Ratzeburg Cathedral). V roce 1558 si podmanil biskupský klášter Bridgettine v Marienwohlde poblíž Möllnu, ten rovněž vyplenil a zcela zničil, poddané přinutil k přísaze věrnosti, také k placení desátek. Těžil dřevo v církevních lesích, které dále prodával.
V roce 1571 odstoupil ve prospěch svého syna Magnuse II., který slíbil, že vykoupí zadlužené vévodství, za peníze, které získal jako švédský vojenský velitel a sňatkem se švédskou princeznou Žofii Gustavsdotter Vasou (29. říjen 1547 – 17. březen 1611), dcerou Gustava I. Vasy. Soudní spor o část majetku (Burgundské vévodství) vyvolal konflikt mezi Magnusem II., jeho otcem Františkem I. a bratry Františkem II., Mořicem.
V roce 1573 František I. převzal vládu nad majetkem, Magnus II. uprchl do Švédska. V roce 1574 si Magnus II. najal vojsko, aby získal zpět svůj majetek. František II. vojenský velitel v císařských službách vévody Adolfa Holštýnsko-Gottorpského, (plukovník Dolního saského okruhu, Kreisobrist) pomohl Františkovi I. porazit Magnuse II. Odměnou za to bylo odstoupení panství Steinhorst. František II. pomohl svému otci i v druhém pokusu Magnuse II. svrhnout svého otce, a to v roce 1578. Za to František I. jmenoval svého syna Františka II. viceguvernérem.
V roce 1581, těsně před svou smrtí a po konzultacích se svým synem knížetem-biskupem Jindřichem a císařem Rudolfem II., jmenoval svým nástupcem svého třetího syna – Františka II., kterého považoval za svého jediného schopného nástupce.

## Manželství
Dne 8. února 1540 se v Drážďanech oženil se Sibylou Saskou, z dynastie Wettinů. Z tohoto manželství se narodili:
- Albrecht (1542–1544)
- Dorota (11. březen 1543, Lüneburg – 5. duben 1586, Herzberg am Harz), provdaná za Wolfganga knížete Brunšvicko-Grubenhagenského
- Magnus II. (1543 – 14. květen 1603, Ratzeburg), kníže saský z Lauenburgu
- Uršula (1545 – 22. říjen 1553, Schernebeck), provdaná za Jindřicha knížete Brunšvicko-Dannenberského,
- František II. (1547–1619), kníže saský Lauenburgu
- Kateřina Sidonie (1548–1550, Ratzeburg–1594, Gýmeš, Uhry), provdána za Václava III. Adama Těšínského v roce 1567, podruhé provdána za Imericha III. Forgáče v roce 1586
- Jindřich (1. listopadu 1550 – 22. duben 1585, Vörde), byl znám jako Jindřich III. kníže-biskup v Brémách (1567–1585) a jako Jindřich II. kníže-biskup z Osnabrücku (1574–1585) a Jindřich I. kníže-biskup na Paderbornu (1577–1585), byl ženatý s Annou von Broich (známá také jako von Betzdorf)
- Mořic (1551–1612), v roce 1581 se oženil s Kateřinou von Spörck, manželství bylo rozvedeno v roce 1582
- Frederik (1554–1586, Kolín), kanovník v katedrále v Kolíně a v Brémách (katedrála St. Petri)

Nemanželské děti s Elsou Rautenstein:
- František Rautenstein (*???? – 26. prosince 1618)
- Kateřina Rautenstein (1565–1587), provdána v roce 1579 za Jana Grotjana (německy Johann Grotjan)

## Šlechtický titul
Vévoda Sasko-Lauenburský.

## Galerie

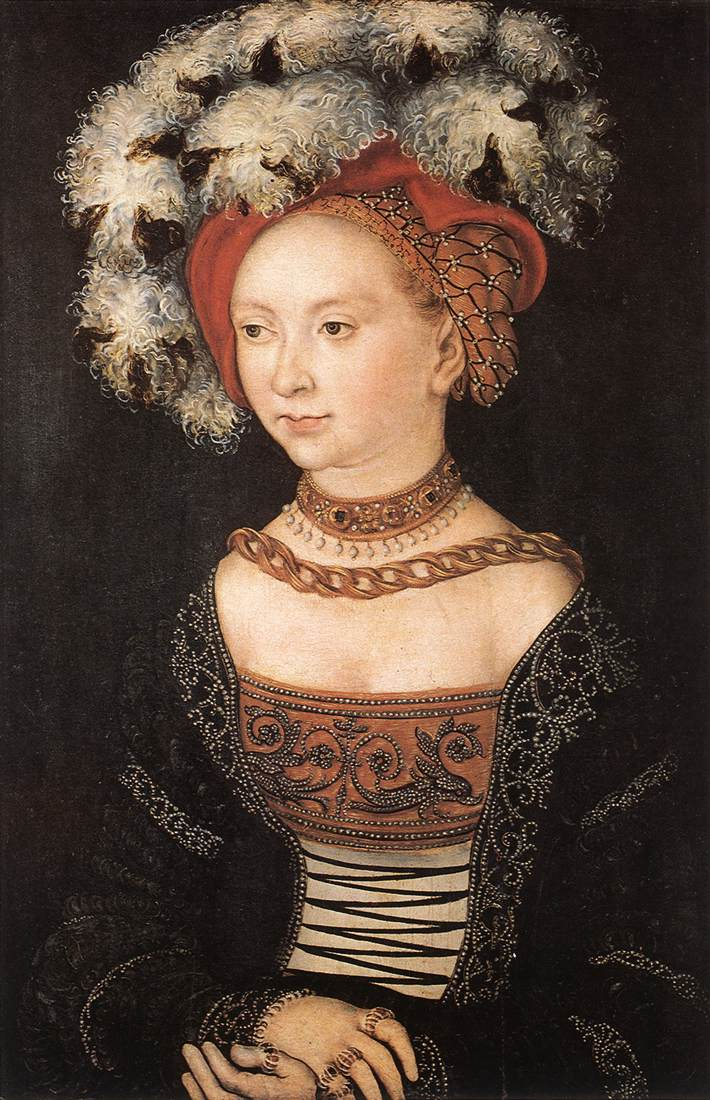
Sibyla Saská (okolo roku 1530)